# Колюшкообразные
Колюшкообра́зные (лат. Gasterosteiformes) — ранее выделявшийся отряд лучепёрых рыб.

## Характеристика
Длина тела от 3 см (виды рода Indostomus) до 22 см (Spinachia spinachia). Спинных плавников 1 или 2, первый имеет вид отдельных колючек, не соединённых плавниковой перепонкой. В брюшных плавниках 1—7 лучей, у некоторых они отсутствуют. Чешуя ктеноидная, у многих тело покрыто костными пластинками, редко голое, но на хвостовом стебле находятся костные пластинки. Закрытопузырные. Жаберных лучей 1—5. Рот обычно маленький. Планктофаги. Проявляют заботу о потомстве.
Распространены в пресных водоёмах Евразии и Северной Америки, а также в прибрежных водах всех океанов. Обитают обычно среди подводной растительности.
Известны с олигоцена (33,9 млн лет назад).

## Классификация
В отряде колюшкообразных выделяют следующие семейства:
- Подотряд Игловидные (Syngnathoidei)
  - Надсемейство Пегасоподобные (Pegasoidea)
    - Семейство Пегасовые (Pegasidae) — 5 морских видов

  - Надсемейство Иглоподобные (Syngnathoidea) — 6 морских видов
    - Семейство Соленостомовые, или Трубкорыловые (Solenostomidae)
    - Семейство Игловые, или Рыбы-иглы (Syngnathidae) — 298 пресноводных, солоноватоводных и морских видов

  - Надсемейство Флейторылоподобные (Aulostomoidea)
    - Семейство Флейторыловые (Aulostomidae) — 3 морских вида
    - Семейство Свистульковые (Fistulariidae) — 4 морских вида

  - Надсемейство Кривохвосткоподобные (Centriscoidea)
    - Семейство Макрорамфозовые, или Бекасовые (Macroramphosidae) — 8 морских видов
    - Семейство Кривохвостковые, или Ножебрюшковые (Centriscidae) — 4 морских вида
- Подотряд Колюшковидные (Gasterosteoidei)
  -     - Семейство Длиннорылые колюшки (Aulorhynchidae) — 1 морской вид
    - Семейство Колюшковые (Gasterosteidae) — 18 пресноводных, солоноватоводных и морских видов
    - Семейство Короткопёрые песчанки (Hypoptychidae) — 2 морских вида
    - Семейство Индостомовые (Indostomidae) — 3 пресноводных вида

Систематики не пришли к единому мнению о составе отряда: некоторые повышают ранг подотряда Игловидных до самостоятельного отряда Иглообразных (Syngnathiformes), часть — понижают ранг семейства макрорамфозовых до подсемейства Macroramphosinae в семействе кривохвостковых.